# نخستین قسمت فصل
در تلویزیون، به نخستین اپیزود یک فصل هر سریال نخستین اپیزود فصل گفته می‌شود. این اپیزود معمولاً ویژگی‌های خاصی دارد. اگر اولین اپیزود فصل اول سریال باشد، زمان آن معمولاً از قسمت‌های دیگر آن بیشتر است. در این قسمت بازیگرهای جدیدی که به سریال اضافه شده‌اند معرفی می‌شوند و برخی اوقات تیتراژ سریال نیز عوض می‌شود.

## منبع
مشارکت‌کنندگان ویکی‌پدیا. «Season premiere». در دانشنامهٔ ویکی‌پدیای انگلیسی، بازبینی‌شده در ۲۵ مارس ۲۰۱۱.